# Farma Wiatrowa Pągów
Elektrownia Wiatrowa Pągów – elektrownia wiatrowa zlokalizowana w okolicy miejscowości Pągów. Składa się z 17 wiatraków o łącznej mocy 51 MW. Wartość inwestycji wynosi 91,17 mln EUR. Elektrownia została oddana do użytku pod koniec 2012 roku. 

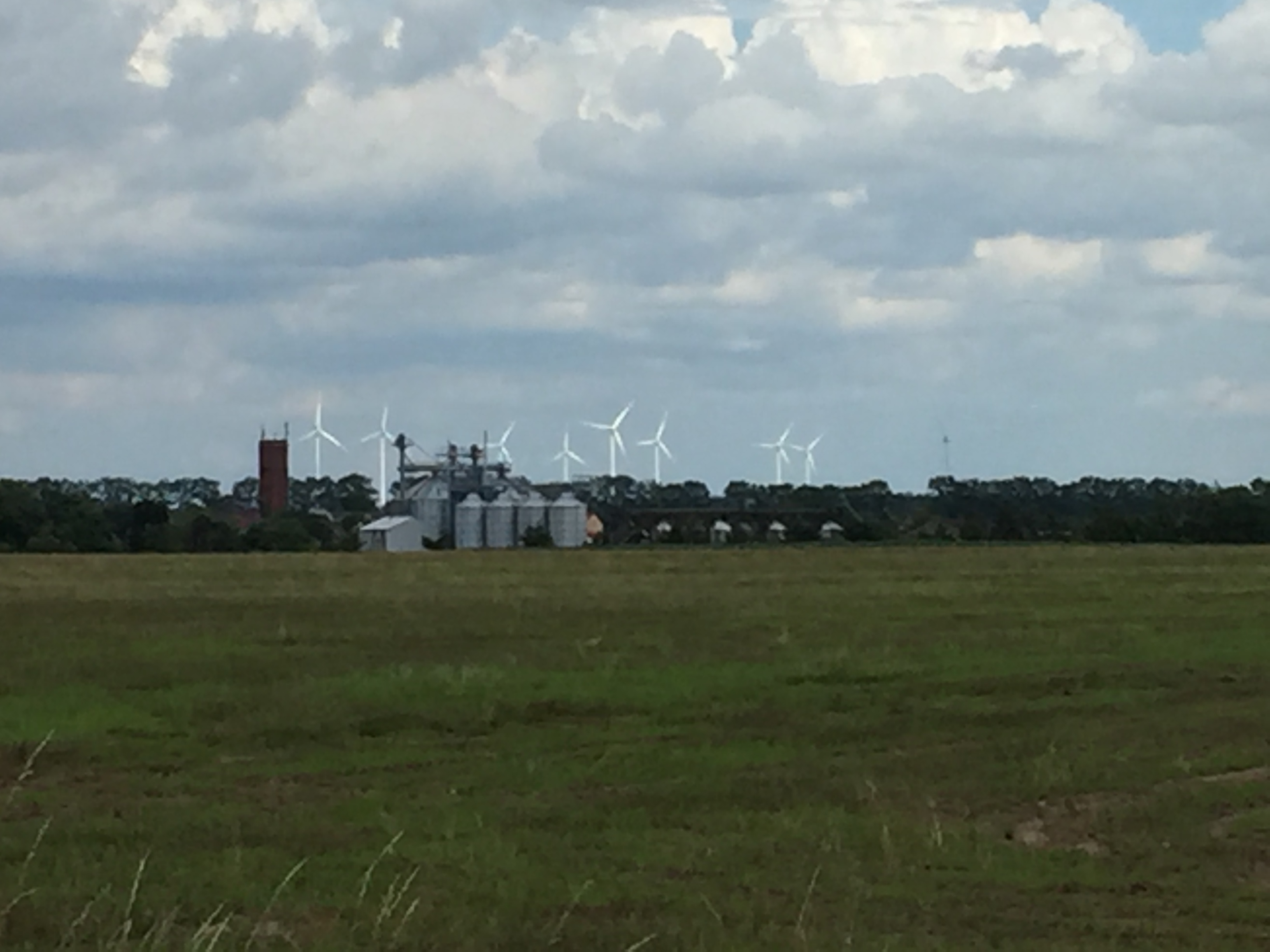
Widok farmy od strony Bierutowa

## Lokalizacja
Wiatraki zgrupowane są na obszarach czterech sołectw gminy Wilków: Bukowie, Pągów, Pszeniczna, Wilków. Elektrownię o mocy 52.275 MW oddano do użytku pod koniec 2012 roku. 

## Parametry techniczne
- Na fundament pojedynczego wiatraka zużyto 80 ton stali i 600 m³ betonu (80 tzw. gruszek).
- Wysokość słupa – 119 m.
- Rozpiętość łopat śmigła – 112 m.
- Każdy wiatrak wyposażony jest w generator V112-3.0 Vestas o mocy 3 MW[1].

## Właściciel
ENGIE Zielona Energia sp z o.o.